# Kata Tüttő
Kata Tüttő (ur. 28 lutego 1980 w Budapeszcie) – węgierska polityczka, ekonomistka i działaczka społeczna, od lutego 2025 roku przewodnicząca Europejskiego Komitetu Regionów. Jest pierwszą Węgierką na tym stanowisku i czwartą kobietą w historii EKR na jego czele.

## Życiorys
Jej córką fizyka, który pracował w Stanach Zjednoczonych. Rozpoczęła naukę w szkole w Charlottesville w stanie Wirginia. Następnie uczęszczała do szkoły podstawowej im. Alkotása Útiego,oraz do szkoły średniej im. Tamásiego Árona. W 2003 roku ukończyła studia na Wydziale Finansów i Rachunkowości Wyższej Szkoły Ekonomicznej w Budapeszcie, ze specjalizacją w finansach. W 2005 roku ukończyła także studia na Wydziale Stosunków Międzynarodowych w Zsigmond Király College ze specjalizacją w studiach europejskich. Ukończyła również studia na Uniwersytecie Korwina w Budapeszcie o specjalizacji w analizie rynku i ekonomice ochrony zdrowia.
Została przewodniczącą rad nadzorczych dwóch miejskich spółek – Budapesztańskiej Spółki Wodociągowej oraz Budapesztańskiej Spółki Kanalizacyjnej.

### Działalność polityczna
Udzielała się w młodzieżowych organizacjach politycznych Węgierskiej Partii Socjalistycznej (MSZP) już w latach 90., a w 1998 roku została radną XII dzielnicy Budapesztu. Wstąpiła następnie do MSZP. W 2002 została wybrana deputowaną do Zgromadzenia Generalnego Budapesztu. W tym gremium dołączyła do Komisji Finansów, Komisji Integracji Europejskiej i Spraw Zagranicznych, Komisji Zamówień Publicznych oraz Komisji Prawnej. W tym samym roku uzyskała reelekcję jako radna jednej z dzielnic stolicy. W 2006 roku została ponownie radną Budapesztu, została wybrana przewodniczącą Komisji Finansów i Zamówień Publicznych. Po wyborach w 2010 roku, kiedy ponownie uzyskała mandat deputowanej do Zgromadzenia Generalnego Budapesztu, została powołana na funkcję wiceprzewodniczącej klubu MSZP.

#### Zastępczyni burmistrza Budapesztu
W 2019 roku kandydowała na stanowisko burmistrza XII dzielnicy Budapesztu, jednak nie uzyskała mandatu. Po zwycięstwie opozycji w Budapeszcie, 5 listopada 2019 roku, objęła stanowisko zastępczyni burmistrza ds. zarządzania miastem – odpowiadała m.in. za gospodarkę odpadami, komunikację miejską oraz adaptację do zmian klimatu. 30 września 2024 roku zakończyła pełnienie funkcji wiceburmistrza.

#### Działalność międzynarodowa
W 2020 roku Tüttő została członkinią Europejskiego Komitetu Regionów (EKR). W 2023 roku została wybrana pierwszą wiceprzewodniczącą komisji ds. środowiska (ENVE). 20 lutego 2025 roku została wybrana przewodniczącą całego Komitetu. Jest pierwszą Węgierką i jedną z czwartą kobietą w historii EKR, które objęły to stanowisko.
Tüttő reprezentuje MSZP również na forum Partii Europejskich Socjalistów (PES), w 2022 roku została także członkinią Prezydium PES.

## Życie prywatne
Jej partnerem jest Tamás Leisztinger, przedsiębiorca i multimilioner. Wychowuje dwójkę dzieci.